# ماه سیاه (فیلم ۱۹۷۵)
ماه سیاه (انگلیسی: Black Moon) فیلمی آوانگارد در ژانرهای علمی–تخیلی، فانتزی به کارگردانی لویی مال محصول سال ۱۹۷۵ سینمای فرانسه و آلمان غربی است. از بازیگران آن می‌توان به کاترین هریسون، جو دالساندرو، الکساندرا استوارت و ترزه گیزه اشاره کرد.
ماه سیاه از فیلم‌های تجربی و شخصی‌تر لویی مال به‌شمار می‌رود.